# Agaterg
Agaterg (en grec antic i en plural ἀγαθοεργοί) era cadascun dels cinc membres de la guàrdia de 300 cavallers (ἱππεῖς) dels reis d'Esparta mobilitzats durant els períodes de guerra, que formava part dels cinc més vells que es retiraven cada any i que durant un any eren empleats en missions a l'exterior amb el nom d'agatergs, segons Heròdot.
Alguns autors afirmen que el càrrec no es devia exclusivament a raons d'edat, sinó que eren seleccionats pels èfors segons la seva vàlua.